# Cosmicomics (Album)
Cosmicomics ist ein Jazzalbum der Formation Lisa Mezzacappa Six. Die wohl um 2019 im New Improved Recording Studio, Oakland entstandenen Aufnahmen erschienen am 2. Februar 2020 auf dem von Mezzacappa gegründeten Label Queen Bee Records. Die Musik des Albums ist von Geschichten aus Le Cosmicomiche (1965) des italienischen Schriftstellers Italo Calvino inspiriert.

## Hintergrund
Ab 2014 wandte sich Lisa Mezzacappa vermehrt der Literatur als Ausgangsmaterial zu. Beginnend mit Avant Noir (komponiert 2014, und 2017 auf Clean Feed veröffentlicht), einer Reihe von Stücken, die strukturelle Hinweise auf die Wege nehmen, die Charaktere in Romanen von Dashiell Hammett und Paul Auster durch die San Francisco Bay Area und New York City zurücklegen, verdiente sich Mezzacappa einen Ruf für das Verfassen starker, klangvoller Erzählungen, notierte Philip Greenleaf. Das Werk spiegelt auch ihre Liebe zum Film Noir wider: Eine Nummer wie „Army Street“ könnte als Teil eines Soundtracks für einen Film zu hören sein, den es nicht gibt, den sie aber in der Fantasie des Hörers beleuchtet hat. Das nachfolgende Album Her Glorious Ravage (2017) ist ein Liederzyklus, der aus Notizbüchern von Frauen aus den viktorianischen Zeitalter verfasst wurde, die soziale Normen aufgegeben haben, um dann um die Welt zu reisen, und für ein großes Ensemble mit Fay Victor (Stimme), Mark Dresser (Bass) und Nicole Mitchell (Flöte) komponiert wurde.
Bei Mezzacappas Cosmicomics handelt es sich um die musikalische Interpretation einer Reihe gleichnamiger Geschichten, Meditationen und Märchen Italo Calvinos über die „Natur von Raum, Zeit, dem Universum und der Evolution“, schrieb Kevin Whitehead. In Calvinos „The Aquatic Uncle“ (dt. Der Wasseronkel) weigere sich ein Urfisch, wie der Rest der Familie an Land zu kriechen. In einer anderen Calvino-Geschichte erzählt Mezzacappa, dass der Mond so tief über der Erde kreise, dass man von der Spitze einer Leiter aus mitfahren kann. Mark Cliffords Vibraphon bringe schließlich das Mondlicht aus nächster Nähe auf „The Distance of the Moon“ zum Vorschein.

## Titelliste
- Lisa Mezzacappa Six: Cosmicomics (Queen Bee Records QB-004)[3]

1. The Soft Moon 6:25
2. Solar Storms 5:02
3. The Distance of the Moon 10:26
4. Signs I 0:50
5. Crystals 8:30
6. The Form of Space 4:40
7. All at One Point 8:46
8. Signs II 4:50
9. The Aquatic Uncle 6:47
10. Signs III 2:30
11. Blood, Sea 7:25

Die Kompositionen stammen von Lisa Mezzacappa.

## Rezeption

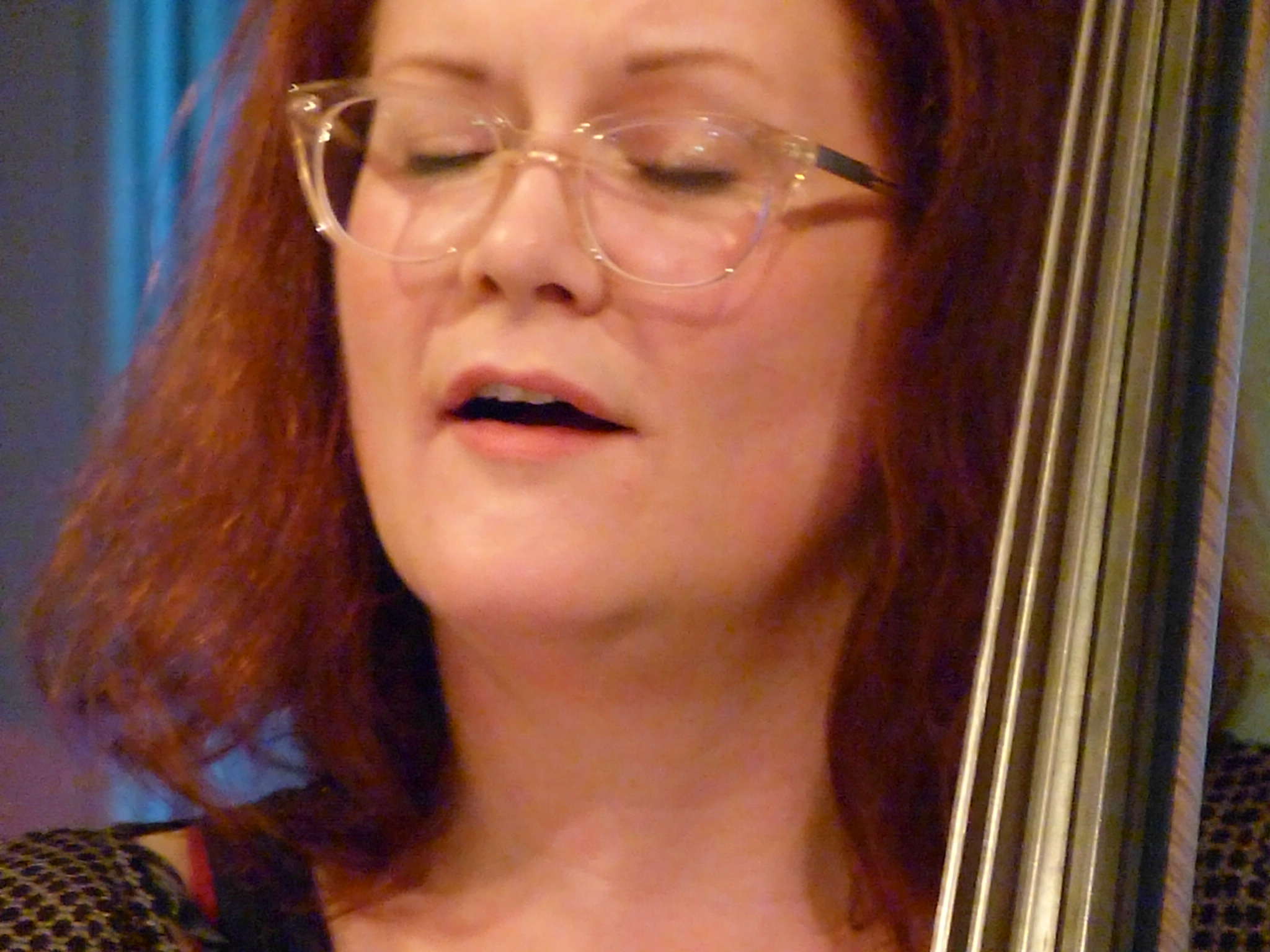
Lisa Mezzacappa bei einem Auftritt im Loft, Köln 2016

Die „Cosmicomics“ des Schriftstellers Italo Calvino sind voller Traumbilder und Traumlogik, wie sie die Künstler inspiriert haben, seit in den Höhlen Geschichten erzählt wurden, stellte Kevin Whitehead im National Public Radio fest. In Calvinos Fabel über den Urknall bedeutet die Vorstellung eines Universums, es zu erschaffen. Das sei eine gute Metapher für das Schreiben von Belletristik oder das Komponieren von Musik. Lisa Mezzacappa praktiziere eine parallele Alchemie, in der Calvinos Beschwörungsformeln eine schlüpfrige Musik mit ihrem eigenen leichten Humor entstehen lasse, Klänge, die sich durch Zeit und Raum winden. „Cosmicomics“ sei eine Musik der großen und kleinen Gesten, und manchmal spielten die Mezzacappa Six Stile wie Jazzrock und Free Jazz mit Anführungszeichen um sie herum, als wären sie nur wenig davon entfernt.
Das würde gut zu Calvinos zeitlosem Erzählen passen, der in unserer Welt, aber dann doch nicht ganz sei, „denn wer könnte schon auf dem Rücksitz eines rasenden Volkswagens über gewaltige Unruhen nachdenken“, so Whitehead weiter. Die Launen der dazugehörigen Musik könnten manchmal auf eine gute Art Zappa-artig klingen.
Diese Kompositionen stünden im Gespräch mit Künstlern wie Beethoven, Debussy und Ellington, die jeweils impressionistische Annäherungen an Shakespeare, das Meer und Gemälde von Edgar Degas entwarfen, meinte Philip Greenleaf (Art Forum). Wie bei ihren Vorgänger-Produktionen organisiere sie die Grundelemente der Musik neu: Der Rhythmus, die Strömung, die es Musikern ermögliche, den Klang zeitlich zu formen, werde unvorhersehbar gemacht. Ungewöhnliche Metren und Grooves seien im Jazz keine Seltenheit, aber Mezzacappas Taktarten würden in Stadien des Wandels erscheinen und immer wieder überraschende Elemente erzeugen. Auf diesen Pulsationen basierend, würden Melodien gezwungen, in einem unregelmäßigen Schritt zu tanzen, um in einem sich ständig verändernden Takt zu fließen. In „Cosmicomics“ sei der Effekt humorvoll und im Ton und in der Charakterisierung von Calvinos Komödien eindeutig italienisch.
Mezzacappas Band stürze sich mit bemerkenswerter Leichtigkeit und Ausgelassenheit kopfüber in ihre anspruchsvollen, labyrinthischen Kompositionen, so Philip Greenleaf. Beeindruckend an Mezzacappas Ansatz sei die Art und Weise, wie sie das Ensemble neu strukturiere: Ihr Sextett agiere nie als eine feste Einheit; vielmehr verwandle es sich in Duos, Trios und Quartette, die jedem Spieler genügend Raum geben. Mezzacappa treibe dabei die Rhythmusgruppe durch unmögliche Taktwechsel, swinge im 4/4-Takt oder führe mit Solopassagen neue Regionen ein. Die Themen reichten von Scherzos im mittleren/schnellen Tempo bis hin zu verführerischen Klageliedern. Eckige Fragmente lösten Improvisationen aus, während atmosphärische Texturen mit begrenzter Tonhöhenauswahl Einblicke in die Gelassenheit ermöglichten.